# Horizonte absoluto
Na relatividade geral, um horizonte absoluto é um limite no espaço-tempo, definido em relação ao universo externo, dentro do qual os eventos não podem afetar um observador externo. A luz emitida dentro do horizonte nunca pode alcançar o observador, e qualquer coisa que passe pelo horizonte do lado do observador nunca mais será vista pelo observador. Um horizonte absoluto é pensado como o limite de um buraco negro.
No contexto dos buracos negros, o horizonte absoluto é geralmente referido como um horizonte de eventos, embora seja frequentemente usado como um termo mais geral para todos os tipos de  horizontes. O horizonte absoluto é apenas um tipo de horizonte. Por exemplo, distinções importantes  devem ser feitas entre horizontes absolutos e horizontes aparentes; a noção de um horizonte na relatividade geral é sutil e depende de distinções sutis.

## Definição
Um horizonte absoluto só é definido em um espaço-tempo assintoticamente plano – um espaço-tempo que se aproxima do espaço plano à medida que nos afastamos de quaisquer corpos maciços. Exemplos de espaços-tempos assintoticamente planos incluem os buracos negros de Schwarzschild e Kerr. O universo FLRW – que se acredita ser um bom modelo para o nosso universo – geralmente não é assintoticamente plano. No entanto, podemos pensar em um objeto isolado em um universo FLRW como sendo quase um objeto isolado em um universo assintoticamente plano.
A característica particular do nivelamento assintótico que é necessária é uma noção de "infinito nulo futuro" [en]. Este é o conjunto de pontos que são aproximados assintoticamente por raios nulos [en] (raios de luz, por exemplo) que podem escapar ao infinito. Este é o significado técnico de "universo externo". Esses pontos são definidos apenas em um universo assintoticamente plano. Um horizonte absoluto é definido como o cone nulo passado do infinito nulo futuro.

## Natureza do horizonte absoluto
A definição de um horizonte absoluto é por vezes referida como teleológica, o que significa que não se pode saber onde está o horizonte absoluto sem conhecer toda a evolução do universo, incluindo o futuro. Isso é uma vantagem e uma desvantagem. A vantagem é que essa noção de horizonte é muito geométrica e não depende do observador, ao contrário dos horizontes aparentes, por exemplo. A desvantagem é que requer que toda a história (até o futuro) do espaço-tempo seja conhecida. No caso da relatividade numérica, onde um espaço-tempo está simplesmente evoluindo para o futuro, apenas uma porção finita do espaço-tempo pode ser conhecida.